# Johann August von Eicke
August Johann Theodor von Eicke (* Februar 1740 in Schwedisch Pommern; † 27. Dezember 1805 in Reischenhof) war ein preußischer Oberst und Bataillonskommandeur des fürstlichen Füsilier-Batallions Nr. 12.

## Leben
Die Familie von Eicke, ursprünglich von Eicke und Polwitz, gehört zum schlesischen Uradel und findet ihre erste urkundliche Erwähnung am 14. August 1334 mit Peczko Eycke. Hier handelt es sich um den pommerschen Stamm. August Johann von Eicke trat am 31. Januar 1761 in den Militärdienst ein. Am 31. Juli 1763 ist er als Fähnrich mit einer Dienstzeit von 2 Jahren und 7 Monaten in Rastenburg stationiert verzeichnet. 14. Januar 1795 – 27. Dezember 1805 Ernennung zum königlich preußischen Oberst und Bataillonskommandeur des fürstlichen Füsilier-Batalions Nr. 12 (1787–1807), das seinen Namen trug (Batl. von Eicke).
Eicke heiratete 1781 Luise Margarete Treusch von Buttlar-Brandenfels (* 10. Juni 1761 in Kassel; † 31. Januar 1848 in Heiligenbeil) aus dem Hause Markershausen.
Aus dieser Ehe gingen hervor:
1. August Carl Ludwig (* 26. Oktober 1782, in Heiligenbeil; † 30. Oktober 1847, Breslau), preußischer Oberst ⚭ 8. Januar 1816 Juliane Bertha von Prittwitz und Gaffron (* 25. April 1792; † 30. Juni 1852)
2. Heinrich Friedrich Wilhelm (* Januar 1784, in Heiligenbeil; † 1843), Steuerbeamter ⚭ Emilie Christer
3. Ernst Ferdinand Leopold (* 6. Juni 1786, in Heiligenbeil; † 16. Juni 1824, ebenda), Leutnant ⚭ Johanna Frida Striesbeck
4. Anton Hans Frantz (* November 1788, in Heilsberg)
5. Louise Wilhelmine Caroline (* 24. Oktober 1790, in Heilsberg)
6. Wiktorina Auguste Friederike (* 5. Oktober 1792, in Heilsberg)
7. Johanna Amalia Charlotte (* 5. Oktober 1792, in Heilsberg; † 18. Mai 1836, in Heiligenbeil)
8. August Johann (Ludwig) Theodor (* 3. März 1796, in Bielsk; † 14. Februar 1859, in Insterburg)